# نيكولا يوزيتش
نيكولا يوزيتش (بالألمانية: Nikola Jozić)‏ هو لاعب كرة قدم ألماني في مركز الدفاع، ولد في 29 سبتمبر 1982 في لودفيغسهافن في ألمانيا. شارك مع منتخب صربيا تحت 19 سنة لكرة القدم ومنتخب صربيا تحت 21 سنة لكرة القدم. أما مع النوادي، فقد لعب مع غازي عنتاب سبور ونادي أوكسير ونادي رادنيك بيلينا.

## وصلات خارجية
- نيكولا يوزيتش على موقع قاعدة بيانات كرة القدم.إي يو (الإنجليزية)
- نيكولا يوزيتش على موقع أوليمبيديا (الإنجليزية)